# اوئانا پلئا
اوئانا پلئا (رومانیایی: Oana Pellea؛ ‏ تلفظ رومانیایی: [ˈpele̯a]؛ زادهٔ ۲۹ ژانویهٔ ۱۹۶۲) بازیگر اهل رومانی است.
از فیلم‌ها یا برنامه‌های تلویزیونی که وی در آن نقش داشته‌است، می‌توان به فرزندان انسان، جوانی بدون جوانی، نوسترآداموس و خاکستر و خون اشاره کرد.